# Pretore (ordinamenti moderni)
Il pretore (derivato dal nome dell'omonimo magistrato dell'antica Roma) era un termine con il quale si designavano vari funzionari pubblici con competenze diverse. È stato molto usato nel Medioevo, nell'età moderna e nell'età contemporanea.

## Nel mondo

### Italia
In Italia il pretore era un giudice monocratico in quanto la giurisdizione era esercitata da un magistrato unico e non da un collegio. La pretura aveva sede nei capoluoghi di provincia, di circondario e di mandamento. La legge 1º febbraio 1989 n. 30 aveva abolito le Preture mandamentali istituendo la Pretura circondariale dalla quale per alcune funzioni dipendevano le altre Preture definite sezioni distaccate. Successivamente l'istituzione del giudice di pace nel 1991 ha assorbito, oltre alle funzioni dei Giudici conciliatori, anche alcune delle funzioni che in passato appartenevano ai pretori. Infine il decreto legislativo 19 febbraio 1998 n. 51 ha disposto la soppressione di tale organo sostituendolo con il giudice di Tribunale detto anche giudice unico di primo grado, a far data dal 2 giugno 1999 per tutti i processi civili e dal 2 gennaio 2000 per tutti i processi penali, il quale decide in composizione monocratica, escluse alcune ipotesi in cui è tassativamente prevista la composizione collegiale.
A lui era affidata la giurisdizione in materia civile e penale, oltre a importanti compiti di natura amministrativa e volontaria giurisdizione; citiamo, a titolo d'esempio, i giudizi in tema di lavoro e previdenza, di opposizione avverso sanzioni amministrative, oppure i provvedimenti che il pretore doveva assumere in veste di giudice tutelare, le inchieste in materia di infortuni sul lavoro, il controllo dei registri dello Stato civile, la presidenza della Commissione elettorale mandamentale, organo deputato al fondamentale controllo dei diritti elettorali dei cittadini, il controllo del funzionamento degli uffici del giudice conciliatore, la direzione delle carceri mandamentali, ove ancora esistenti, e le altre competenze stabilite dalla legge.
Il pretore si occupava, solo in giudizio di primo grado, principalmente di:
- Cause civili (diritto civile) di valore limitato (via via aumentato nel tempo sino a 50.000.000 di lire, che oggi corrisponderebbero a poco più di 25.000 euro)
- Processo del lavoro (diritto civile) per qualsiasi importo;
- Procedimenti per convalida di licenza o sfratto (diritto civile);
- Azioni possessorie (diritto civile);
- Provvedimenti d'urgenza (diritto civile);
- Tutela ambientale (diritto penale);
- Tutela della salute (diritto penale);
- Reati puniti con la pena della reclusione sino a tre anni, oppure con le pene della multa, dell'arresto o della contravvenzione
- Infortuni sul lavoro;
- Infortuni stradali.

### Svizzera
Nella Repubblica e cantone Ticino (Confederazione elvetica) esiste un'autorità chiamata Pretura.
In sede civile, il pretore è l'autorità giudiziaria che ha competenza territoriale nel Distretto. Svolge la sua funzione come giudice unico ed è, assieme al giudice di pace, il magistrato che garantisce l'amministrazione della giustizia civile di primo grado. 
La sua competenza è generale e residua: quando una competenza non è conferita è il pretore che può e deve intervenire. Ad eccezione delle cause portate direttamente al Tribunale d'appello (di un numero relativamente limitato), e di quelle di competenza del giudice di pace (ossia quelle con un valore pecuniario inferiore a 5000 franchi svizzeri), il pretore giudica tutte le cause civili, e ratione materiae tutte le cause di famiglia, personali, relative ai diritti reali e a tutti i rapporti commerciali, qualsiasi sia il valore di causa.
Contro le decisioni del pretore, a seconda del tipo di procedura, è data la possibilità di ricorso (appello per le procedure senza valore o di valore superiore a 10.000 franchi o il reclamo, limitato a censure di diritto), da presentare al Tribunale d'appello.
La Pretura penale, la cui competenza si estende sull'intero territorio cantonale, tratta tutte le contestazioni di casi penali di lieve entità, ossia le contravvenzioni, i delitti e i crimini per i quali il procuratore pubblico o l'autorità penale-amministrativa ha proposto la detenzione fino a tre mesi, una pena pecuniaria di 90 aliquote giornaliere o la multa.